# Prasdorf
Prasdorf ist eine Gemeinde im Kreis Plön in Schleswig-Holstein.

## Geografie

### Geografische Lage
Das Gemeindegebiet von Prasdorf erstreckt sich im südlichen Hinterland der Kieler Förde im nordwestlichen Teilbereich des Naturraums Ostholsteinisches Hügel- und Seenland (Haupteinheit Nr. 702) etwa 15 km östlich von Kiel. Der Bachlauf der Hagener Au bildet größtenteils die westliche Gemeindegrenze ab; Die Tallage ist Teil des Landschaftsschutzgebietes Hagener Au von Probsteierhagen bis zur Einmündung in die Ostsee und Umgebung sowie die Ostseeküste zwischen Laboe und Stein. Die Hagener Au und deren Uferbereiche im Gemeindegebiet sind Teil des europäischen NATURA 2000-Schutzgebietes FFH-Gebiet Hagener Au und Passader See.

### Gemeindegliederung
Siedlungsgeografisch gliedert sich die Gemeinde in die Wohnplätze des namenstiftenden Dorfes und die Häusergruppe Hagener Weg.

### Nachbargemeinden
Unmittelbar angrenzende Gemeindegebiete von Prasdorf sind:
| Lutterbek       |                                             |                  |
|                 | Kompassrose, die auf Nachbargemeinden zeigt | Barsbek, Passade |
| Probsteierhagen |                                             |                  |

## Geschichte
Der Ort wurde 1240 erstmals erwähnt.
Im Jahr 1994 erreichte die Gemeinde den ersten Platz auf Kreis- und Landesebene im Wettbewerb Unser Dorf soll schöner werden. Im Bundeswettbewerb wurde sie im folgenden Jahr mit einer Silbermedaille ausgezeichnet.
In Prasdorf wohnte die Mutter von Udo Jürgens.
Die Gemeinde gehörte dem Amt Probstei-West an. Seit dessen Auflösung zum 1. Juni 1970 ist sie Teil des Amts Probstei.

## Politik

### Gemeindevertretung
Bei der Kommunalwahl am 14. Mai 2023 wurden insgesamt neun Sitze vergeben. Von diesen erhielt die Wählergemeinschaft Prasdorf sieben Sitze und die SPD zwei Sitze.

### Wappen
Blasonierung: „Durch einen goldenen Wellenbalken von Blau und Grün schräglinks geteilt. Oben ein abgebrochener goldener Krummstab, unten zwei begrannte goldene Getreideähren.“

## Wirtschaft und Verkehr

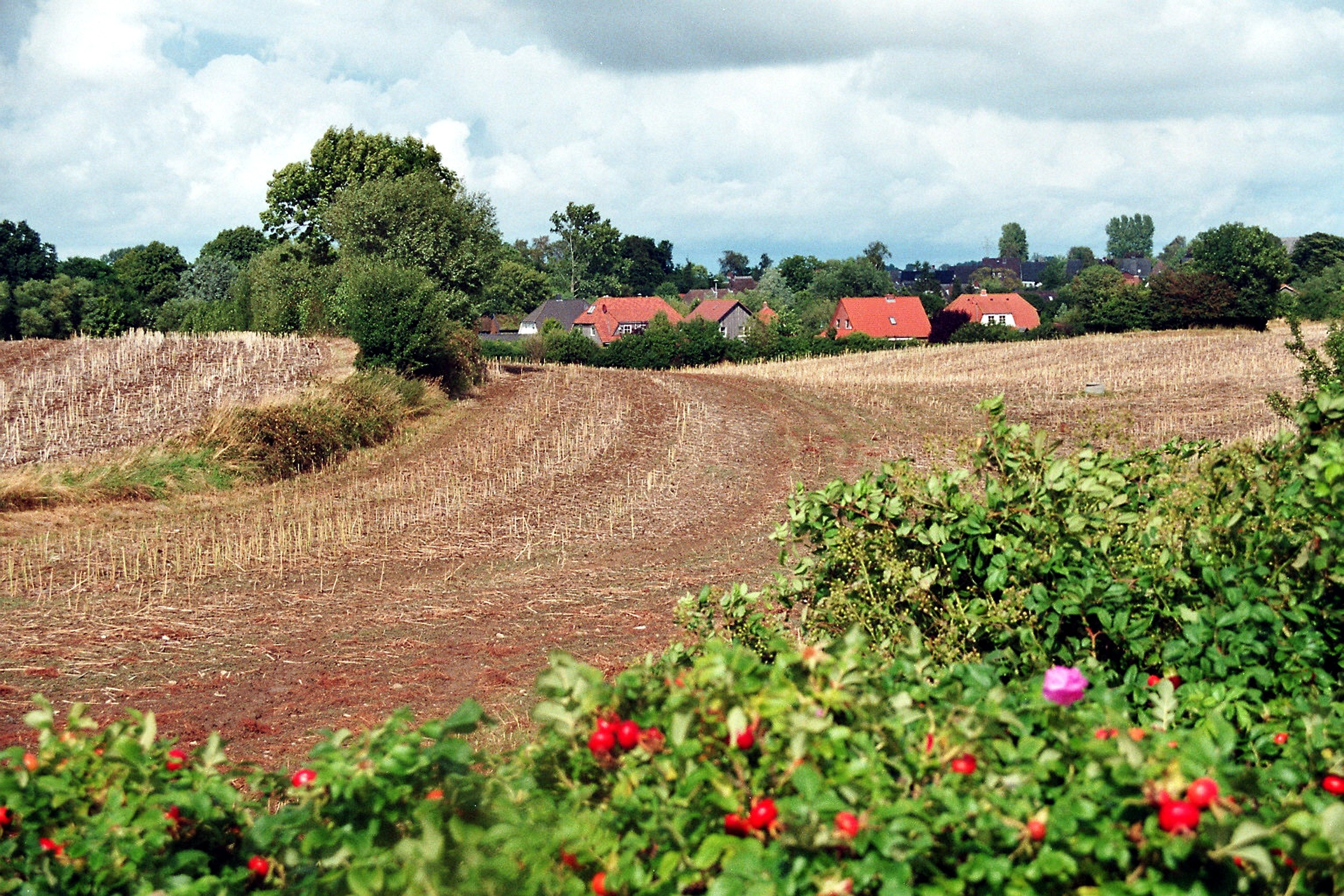
Blick zum Dorf

Die Wirtschaft in der Gemeinde ist überwiegend von der Urproduktion der Landwirtschaft und dem Tourismus geprägt.
Die Gemeinde liegt an der Straßenverbindung zwischen Probsteierhagen (Anschluss an der schleswig-holsteinischen Landesstraße 50) und Lutterbek (Bundesstraße 502).